# Шквал
Шквал (на английски: squall) е силен порив на вятър, опасен за плавателните съдове и летателните апарати с внезапността, особено от страна, противоположна на посоката на вятъра.
Поривът е краткотраен, като скоростта на вятъра при шквал може да превиши 20 – 30 метра/секунда. Свърза се с порои, бури и снеговалеж.
Шквална линия е организирана линия от гръмотевични бури, класифицира се като група от няколко клетки (съставена от няколко бури). Най-често се среща пред атмосферни фронтове и носи порои, градушки и светкавици. Възможно е да се развие в торнадо.